# Świętokrzyski Nationalpark
Świętokrzyski Nationalpark (polsk: Świętokrzyski Park Narodowy) er en nationalpark i Świętokrzyskie Voivodeship i det centrale Polen . Den dækker den højeste højderyg i Świętokrzyskiebjergene – Lysogory – med sine to højeste toppe: Lysica på 612 moh. og Łysa Góra 595 moh. Den dækker også den østlige del af Klonowski- og en del af Pokrzywianskikammen. Parken har sit hovedkvarter i byen Bodzentyn .

## Historie
Historien om bestræbelserne på at beskytte denne del af Polen går tilbage til tiden før 1. verdenskrig. I 1921 blev der oprettet en første skovreservat i Swiętokrzyskie-bjergene - dette var Józef Kostyrkos reservatet på Chełmowa Góra (1,63 km²). Det følgende år blev to områder iaf Łysogory med et samlet areal på 3,11 km² også beskyttet. I 1932 blev reservatets område officielt udvidet til 13.47 km², men nationalparken blev først oprettet i 1950. Dens oprindelige område var 60,54 km², men den er siden udvidet til 76,26 km², heraf er 72.12 km² skovklædt. Der er fem strengt beskyttede zoner med et samlet areal på 17.31 km².

## Landskabet
Świętokrzyskie-bjergene er de ældste i Polen. De blev hævet i tre forskellige tektoniske perioder og spredte sig i Małopolska-højlandet mellem Pilica og Wisla. Deres konturer er blide og de er ikke så høje. Imidlertid fascinerer de med den ekstremt originale strukturer, varieret vegetation og dyreverdenen.

## Flora
Parken er berømt for sine træer, hvoraf 674 betragtes som naturmonumenter og som sådan er under beskyttelse. Parkens myndigheder lykkedes med succes at genindføre almindelig taks her - nu er der omkring 1.300 af dem. Det meste af parkens område er skovklædt, hovedsageligt med fyrretræer og bøg . Ædelgraner er knap så talrige ligesom skove blandet med egetræer. Endemisk for dette område er granvildnis og områder med polsk lærk på Chełmowa Góra.

## Fauna
Parkens fauna er repræsenteret af mere end 4000 arter af hvirvelløse dyr og 210 arter af hvirveldyr (inklusive 187 beskyttede). Mange af arterne er af bjergarter. Disse trives normalt i strengt beskyttede områder og dybt inde i skovene.

## Arkitektur
Bortset fra naturen har parken og dens nærhed meget mere at byde på. Der er flere vigtige bygninger i området, bl.a. det benediktinske helligkors kloster fra første halvdel af det 12. århundrede, der ligger på toppen af Łysa Góra . Det er sandsynligt, at her blev det ældste eksempel på et polsk skrift skabt - Kazania Świętoktrzyskie (Helligkors Prædikener). Et interessant træk ved det lokale landskab er de mange vejkapeller.
Parken har mange historiske monumenter forbundet med polske nationale oprør og tiden for den nazistiske besættelse.